# خارج الغابة (أغنية تايلور سويفت)
خارج الغابة (بالإنجليزية: Out of the Woods) هي أغنية للمغنية الأمريكية تايلور سويفت مِن ألبومها الخامس 1989. الأغنية هي الرابعة في الألبوم وأُطلِقتْ في 5 فبراير 2016 كسادس أغنية منفردة من الألبوم. الأغنية مِن كتابة تايلور سويفت وجاك أنتونوف.
احتلتْ الأغنية المرتبة الـ 18 في قائمة بيلبورد لتُصبح بذلك أول أغنية منفردة مِن الألبوم تفشل في البلوغ للمراكز العشرة الأولى.

## تركيبة الأغنية
تُصنف الأغنية موسيقياً ضمن فئة السينثبوب ويُشارك تايلور سويفت في كتابتها جاك أنتونوف مِن فرقة فان. قالت تايلور سويفت أن الأغنية ‘‘مِن الأغاني المفضلة في الألبوم لأنها ‘‘تُمثل الموسيقى خلال عام 1989’’ كما قالت سويفت أن الأغنية تتحدث عن ‘‘الطبيعة الهشة والضعيفة لبعض العلاقات. [قد كنتُ في علاقة] حيث كنتُ أعيش كل يوم بيومه وأتسأل إلى أين ستصل العلاقة وهل ستنتهي في اليوم التالي.’’
ثارتْ الأغنية تساؤلات عن هويّة مَن تتحدث عنه الأغنية. تُشير كلمات الأغنية إلى تعرض تايلور سويفت وحبيبها إلى حادث سيارة. تعتقد وسائل الإعلام بأن هذه إشارة إلى الحادث التي تعرضت له سويفت وصديقها هاري ستايلز عندما كانا يتواعدان. تحدثتْ تايلور سويفت عن كلمات الأغنية قائلة:
‘‘إن ذلك المقطع موجودٌ هناك ليس فقط لأنه الرواية الفعلية والحرفية لما حدث خلال إحدى علاقاتي بل هو إيضاً مجاز. «[هل تذكر عندما] ضغطتَ المكابح قبل الأوان» قد يُشير هذا المقطع إلى الحادث الذي تعرضنا له أو قد يُشير إلى أن العلاقة قد انتهتْ قبل أوانها وانتهتْ لأن الخوف والقلق كانا يُسيطران على أجواءها حيث إن كل شخص في الإعلام كان يُراقب أفعالنا ويتكهن حولها. أنا لا أعتقد أنه سيكون مِن السهل عليّ أن أعثر على الحب وسط كل هذه الأصوات الصارخة.’’

## آراء النقاد
لاقتْ أغنية «خارج الغابة (Out of the Woods)» استحسان النقاد. مجلة بيلبورد أعطتْ الأغنية تقييم أربع نجوم ونصف من أصل خمسة. وصفَ كريس ويلمان الكاتب في ياهو الأغنية بأنها ‘‘غريبة جداً ورائعة جداً’’. وصفتْ كايتي هاستي مِن هيتفكس الأغنية بأنها ‘‘شبه مثالية’’ كتبَ سام لانسكي في مجلة تايم ‘‘المثير للاهتمام ليس هويّة مَن تتحدث عنه الأغنية بل كيف أنها مختلفة جداً’’. احتلتْ أغنية «خارج الغابة (Out of the Woods)» المرتبة الـ 94 في قائمة بيتشفورك ميديا لأفضل 100 أغنية في 2014.

## فيديو كليب
الفيديو كليب المُصاحب للأغنية من إخراج جوزيف خان. عُرض الفيديو لأول مرة على قناة أي بي سي الأمريكية في 31 ديسمبر 2015. يُعدّ الفيديو رابع تعاون بين تايلور سويفت وجوزيف خان بعد أن أخرج الأخير فيديو كليب أغنية «مساحة فارغة (Blank Space)» و«ضغينة (Bad Blood)» و«أحلام جامحة (Wildest Dreams)». جرى تصوير الفيديو في نيوزلندا.
كتبَ بيتر سابليندوريو في صحيفة نيويورك دايلي أن الفيديو ‘‘أروع فيديو لـ[سويفت] على الإطلاق’’. كتبتْ هارلي بروان مِن مجلة سبين أن الفيديو ‘‘سينمائي بامتياز’’. وصفَ دومينيك موسبرجين الكاتب في هافنغتون بوست الفيديو بأنه ‘‘آسر’’.

## أفراد العمل
- تايلور سويفت ــ صوت رئيسي، كاتبة، منتجة.
- جاك أنتونوف ــ كاتب، منتج، أصوات ثانوية، عزف غيتار منفرد، عزف طبول.
- ماكس مارتن ــ إنتاج صوتيّ.
- لورا سيسك، سام هولاند، بريندن موراوسكي ــ تسجيل.